# Tennisvereniging Linnaeushof
Tennisvereniging Linnaeushof is een Nederlandse tennisvereniging in Amsterdam.
De club is gevestigd in het Linnaeushof in de Amsterdamse wijk Watergraafsmeer. 
De vereniging heeft in 2024 ongeveer 300 leden en beschikt over 3 hardcourtbanen. Het tennisterrein, gelegen in een hofje omgeven door de Hofkerk, het voormalige Claraklooster en huizenblokken is ouder dan de vereniging. Er liggen sinds de jaren 1930 tennisbanen die in de winter als ijsbaan gebruikt werden. 